# NGC 2407
NGC 2407 is een elliptisch sterrenstelsel in het sterrenbeeld Tweelingen. Het hemelobject werd op 7 februari 1885 ontdekt door de Franse astronoom Édouard Jean-Marie Stephan.

## Synoniemen
- UGC 3896
- MCG 3-20-1
- ZWG 86.42
- ZWG 87.3
- NPM1G +18.0162
- PGC 21220